# Бурбенс
Бурбенс (фр. Bourbince) је река у Француској. Дуга је 82 km. Улива се у Ару. 